# 갈비올림근
갈비올림근(levatores costarum, /ˌlɛvəˈtɔːriːz kəˈstɛərəm/), 또는 늑골거근은 양쪽에 12개씩 존재하는 근육으로, 일곱째 목뼈(C7)와 위쪽 11개 등뼈(T1-T12)의 가로돌기 끝부분에서 일어나는 힘줄과 근육으로 이루어진 작은 다발이다.
각각의 갈비올림근은 바깥갈비사이근의 섬유처럼 비스듬히 아래가쪽으로 주행하며, 갈비뼈결절과 갈비뼈각 사이의 갈비뼈 바깥면으로 닿는다. 이 닿는 갈비뼈는 각각의 갈비올림근의 이는곳 바로 아래 갈비뼈이다.
아래쪽 4개의 근육 각각은 2개의 다발로 나뉘며, 그 중 하나인 짧은갈비올림근(levatores costarum brevis)은 위에서 설명한 대로 닿는다. 다른 하나는 긴갈비올림근(levatores costarum longus)으로, 이는곳 아래 갈비뼈 중 두 개 밑쪽의 갈비뼈에 닿는다.
강제 들숨을 보조하는 역할을 한다.

## 같이 보기
- 엉덩갈비근
- 가시사이근
- 가로돌기사이근
- 가장긴근
- 가시근

## 참고 문헌
이 문서는 현재 퍼블릭 도메인에 속하는 그레이 해부학 제20판(1918) page 403의 내용을 기초로 작성된 글이 포함되어 있습니다.
1. ↑  “Thoracic wall” (PDF).